# Chienge
Chienge o anche Chiengi è un ward dello Zambia, parte della Provincia di Luapula e capoluogo del distretto omonimo.